# 圣埃利
圣埃利（法語：Saint-Élie，法語發音：[sɛ̃t‿eli]）是法国海外省法属圭亚那的一个市镇，属于卡宴区。该市镇总面积为5,680平方千米，是法国面积第五大市镇。

## 地理
圣埃利（4°49'32"N, 53°17'17"W）面积5,680平方千米，位于法国海外省法属圭亚那。
与圣埃利接壤的市镇（或旧市镇、城区）包括：雷日纳、伊拉库博、库鲁、馬納、鲁拉、锡纳马里、萨于勒。
圣埃利的时区为UTC−03:00。

## 行政
圣埃利的邮政编码为97312，INSEE市镇编码为97358。

## 政治
圣埃利的现任市长为韦罗妮克·雅卡里亚（Véronique Jacaria）女士，任期为2020-2026年。

## 人口
圣埃利于2022年1月1日时的人口数量为157人。